# West Cape May
 (octobre 2022).
West Cape May est un borough situé dans le comté de Cape May, dans l'État du New Jersey, aux États-Unis.